# Carlos Palanca y Cañas
Carlos Palanca y Cañas   (4 de febrer de 1857 - Madrid, 17 de juny de 1925) fou un militar espanyol, combatent a Cuba i capità general de Catalunya i València.

## Carrera militar
En 1869 ingressà a l'exèrcit com a cadet d'infanteria i estudià fins a 1870 a l'Acadèmia Militar de Puerto Rico. En 1870 tornà a la Península, però en 1871 fou destinat a Cuba, on va ascendir a alferes en 1871 i a tinent en 1872. En 1873 fou destinat a les illes Canàries i després a Burgos, on va combatre a la tercera guerra carlina. Després d'un curt destí a les Illes Balears, fou ascendit a capità. De 1874 a 1884 va ser destinat a la guàrdia civil de Cuba, on va lluitar contra els independentistes cubans. En 1878 fou ascendit a comandant i el 1879 fou condecorat amb la Creu del Mèrit Militar amb distintiu roig.
Tornat a la Península, en 1886 fou destinat al Cos de Llancers del Rei i en febrer de 1887 als Dragons de Montesa, en 1888 fou ajudant del Capità general de Balears i el 1889 destinat novament a Cuba. En 1895 fou ascendit a tinent coronel i va rebre la medalla de l'Orde Militar de Maria Cristina per la seva lluita contra Máximo Gómez. En 1896 va ascendir a coronel, grau amb el que va combatre a la guerra hispano-estatunidenca i en la que va rebre dues medalles al mérit militar.
En 1899 fou destinat a Màlaga i a Vitòria. En 1905 fou destinat a la Direcció General de la Remunta i ascendit a general de brigada. En 1912 fou ascendit a general de divisió. El 1918-1919 fou Capità general de Canàries, el 1919-1920 Capità general de València, el 1920-1921 Capità general de Catalunya i el 1923 Capità general de la V Regió Militar (Saragossa). Durant la seva estada al País Valencià va fer front a les vagues revolucionàries de 1919. Té un carrer dedicat a València des de 1924.